# Roderen
Roderen település Franciaországban, Haut-Rhin megyében. Lakosainak száma 906 fő (2022. január 1.). Roderen Leimbach, Rammersmatt, Guewenheim, Bourbach-le-Bas és Aspach-Michelbach községekkel határos.

## Népesség
A település népessége az elmúlt években az alábbi módon változott:
| Lakosok száma | 897  | 894  | 919  | 887  | 895  | 902  | 910  | 909  | 906  |
|               | 2013 | 2015 | 2016 | 2017 | 2018 | 2019 | 2020 | 2021 | 2022 |